# Sainte-Gemmes-d'Andigné
Sainte-Gemmes-d'Andigné là một xã thuộc tỉnh Maine-et-Loire trong vùng Pays de la Loire phía tây nước Pháp. Xã này nằm ở khu vực có độ cao trung bình 32 mét trên mực nước biển.
Sông Oudon tạo thành một phần ranh giới đông bắc. Xã nằm ở hữu ngạn sông Verzée, sông chảy theo hướng đông đông bắc qua thị trấn.